# .tp
.tpは国別コードトップレベルドメインの一つで、東ティモールに割り当てられている。TPはTimor Portuguêsつまりポルトガル領ティモールを意味し、かつてこの国がポルトガルの植民地だったことを意味する。それは、ドメインの立ち上げがアイルランドのダブリンにあるインターネットサービスプロバイダConnect Irelandによって1997年12月に行われ、その頃東ティモールはまだインドネシアの支配下にあったためである。.tpは使われていたものの、東ティモールの独立と共にISO 3166-1の東ティモールの国名コードがTPからTLに置き換わり、それに合わせてドメインも.tlを使うことになった。

## 論争
1999年、東ティモールの独立の是非を決める住民投票の開票前、'.tp'ドメインにあるウェブサイトがインドネシアからの独立に否定的なクラッカーから攻撃を受け、Connect Irelandは悪戯電話を受けた。しかし、独立派リーダーで東ティモール二代目首相のジョゼ・ラモス＝ホルタが報復としてクラッカーを使ってインドネシアのサイトに攻撃することを容認するような発言をしたとき、Connect Irelandはいかなるクラッキングも許されるべきでなく、政治的目的で行うというのは以ての外であるという旨の声明を発表した。

## .tlへの移行
.tlは、ISO 3166-1に従ったccTLDで、.tpからの.tlへの移行を円滑に確実に行うために東ティモールの情報技術省がConnect Irelandと協力している。.tpドメインを持っている人は.tpが.tlに置き換わったドメインを無料で取得することが出来る。
2005年10月、.tpドメインの新規登録受付は停止された。

## 過去のIANA情報
長い間、IANAのサイトによると、.tlは利用不可となっていた一方、.tpは東ティモールに割り当てられていた（シャナナ・グスマン初代大統領は、まだドメイン管理担当者としてリストに載っている）。そのため、東ティモール情報技術省はIANAにこの情報を更新を要請する書簡を送付した。2005年9月30日、情報は更新され、.tlが利用可能なトップレベルドメインとなった。